# Тельйо
Тельйо (італ. Teglio) — муніципалітет в Італії, у регіоні Ломбардія,  провінція Сондріо.
Тельйо розташоване на відстані близько 520 км на північ від Рима, 105 км на північний схід від Мілана, 16 км на схід від Сондріо.
Населення — 4611 осіб (2014).
Щорічний фестиваль відбувається 16 вересня. Покровитель — Sant'Eufemia.

## Демографія
Населення за роками:

Станом на 1 січня 2023 року в муніципалітеті офіційно проживало 380 іноземців з 42 країн, серед них 68 громадян країн Євросоюзу та 35 громадян України.

## Сусідні муніципалітети
- Априка
- Б'янцоне
- Брузіо
- Кастелло-делл'Аккуа
- Кьюро
- Кортено-Гольджі
- Паїско-Ловено
- Понте-ін-Вальтелліна
- Скільпаріо
- Вальбондьйоне
- Вілла-ді-Тірано
- Вільміноре-ді-Скальве